# Amos Kax
Amos Markovitx Kax (en rus Амос Маркович Каш, Sant Petersburg, 15 de juny de 1868 – Moscou, 4 de desembre de 1948) va ser un tirador rus que va competir a començaments del segle xx.
El 1912 va prendre part en els Jocs Olímpics d'Estocolm, disputant tres proves del programa de tir. Guanyà la medalla de plata en la prova per equips de pistola militar, 30 metres, mentre fou 28è en la pistola de foc, 25 metres i 46è en la de pistola, 50 metres.